# Othnielia rex
Othnielia rex és una espècie de dinosaure hipsilofodont, anomenada així en honor del seu descriptor original, el professor Othniel Charles Marsh, un paleontòleg estatunidenc del segle xix. El tàxon, Othnielia rex, fou anomenat per Peter Galton l'any 1977 a partir d'una espècie de Marsh anomenada Nanosaurus rex.